# Comuna de Nidzica
Nidzica (polaco: Gmina Nidzica) é uma gminy (comuna) na Polónia, na voivodia de Vármia-Masúria e no condado de Nidzicki. A sede do condado é a cidade de Nidzica.
De acordo com os censos de 2004, a comuna tem 21 480 habitantes, com uma densidade 56,7 hab/km².

## Área
Estende-se por uma área de 378,88 km², incluindo:
- área agricola: 38%
- área florestal: 49%

## Demografia
Dados de 30 de Junho 2004:
|                      | Total   | Total | Mulheres | Mulheres | Homens  | Homens |
| -------------------- | ------- | ----- | -------- | -------- | ------- | ------ |
|                      | pessoas | %     | pessoas  | %        | pessoas | %      |
| População            | 21480   | 100   | 10 988   | 51,2     | 10 492  | 48,8   |
| Densidade (pop./km²) | 56,7    | 100   | 29       | 29       | 27,7    | 27,7   |

De acordo com dados de 2002, o rendimento médio per capita ascendia a 1253,04 zł.

## Comunas vizinhas
- Jedwabno, Janowiec Kościelny, Janowo, Kozłowo, Olsztynek